# Carl Korn
Carl Korn, né le 29 octobre 1852 à Wadowice, à l'époque partie du royaume de Galicie et de Lodomérie sous domination autrichienne et décédé le 20 janvier 1906 à Bielsko en Silésie autrichienne, est un architecte et constructeur d'origine juive, travaillant principalement à Bielsko. Il est l'un des concepteurs de l'image urbaine du centre-ville.

## Biographie
Carl Korn est né à Wadowice sous le nom de Karpel Korn dans la famille du marchand juif Simon Korn (vers 1815–1901) et de Cäcilie Zilki née Adler (1829–1884).
C'est probablement après avoir quitté Wadowice en Galicie pour s'installer à Bielsko en Silésie, où les Juifs allemands progressistes sont majoritaires parmi la communauté juive, qu'il décide de changer de prénom et de passer du prénom yiddish Karpel au prénom allemand Carl. Il suit d'abord des cours dans une école à Troppau (maintenant Opava en République tchèque, où il obtient son diplôme. Il étudie ensuite à l'École polytechnique de Karlsruhe puis à l'Institut polytechnique et à l'Académie des beaux-arts de Vienne sous la direction des professeurs d'architecture Heinrich von Ferstl et Theophil von Hansen.
Il est tout d'abord assistant dans une école technique à Brünn (maintenant Brno en République tchèque), puis à Bielsko. Il est surtout connu pour les activités de son entreprise de construction et d'architecture "Carl Korn", qui obtient l'autorisation d'exercer en 1882. L'entreprise survivra après sa mort et sera reprise par son fils Felix. Il possède également une briqueterie, une carrière à Straconka (autrefois propriété de son frère Julius) et une scierie, ainsi que de 1889 à 1904 l'hôtel Kaiserhof à Bielsko (actuellement Hôtel President). En reconnaissance de son travail, il reçoit de l'empereur autrichien François Joseph Ier le titre de conseiller impérial et royal en construction (kaiserlicher und königlicher Baurat). Il est également président de la Société de construction, fondateur de l'Union de soutien à l'Université de Vienne, membre de la société Franconia et membre du conseil d'administration de la communauté juive de Bielsko. Carl Korn est un philanthrope qui soutient financièrement des enfants et des étudiants pauvres, quelle que soit leur religion. Son entreprise de construction possède son propre service d'incendie, ce qui est rare à l'époque.
Marié à Paula née Tugendhat (1858–1929), ils ont trois fils: Felix, Otto et Fritz. Carl Korn décède à Bielsko en 1906 et est enterré à côté de son épouse au cimetière juif de la rue Cieszyńska. Au cours de la Seconde Guerre mondiale, sa tombe est saccagée et sa pierre tombale volée. Une nouvelle tombe, financée par sa famille, a été dévoilée le 9 septembre 2009. Celle-ci a été réalisée par Andrzej Strączek de Jaworze, sculpteur et maître tailleur de pierre. Le fils Felix et son épouse Stefania, décédés pendant la guerre au Kazakhstan, sont aussi mentionnés sur la pierre tombale. En 2015, des vandales détruisent la nouvelle tombe. Malgré les enquêtes effectuées par la police, les individus ne sont pas retrouvés.
En 1998, les autorités de Bielsko-Biała rendent hommage à Carl Korn en donnant son nom à une rue de la ville. À ce jour, des descendants de Carl Korn vivent toujours à Bielsko-Biała.

## Principales constructions

### Constructions à Bielsko-Biała
- Gare principale de Bielsko-Biała
- Hôtel President
- Bureau de poste principal
- Tribunal de district
- Hôpital municipal, actuellement Hôpital général Dr. Edmund Wojtyła
- Bâtiment de la caisse d'épargne municipale (ancien restaurant "Patria")
- Maisons de rapport rue du 3 Mai
- Maisons de rapport rue Mickiewicz
- Maisons de rapport rue du11 novembre
- Caserne des pompiers rue Sobieski
- Caserne des pompiers place Ratuszowy
- Villa Theodor Sixt
- Synagogue rue du 3 Mai
- Synagogue rue Krakowski
- Maison funéraire du cimetière juif
- Auberge de Jeunesse à Szyndzielnia

### Dans d'autres villes
- Ancienne brasserie de Saybusch (maintenant Żywiec)
- Grande synagogue d'Auschwitz (maintenant Oświęcim)
- Synagogue de Frauenstadt (maintenant Wadowice)
- Synagogue d'Andrichau (maintenant Andrychów)
- Hôtel Royal de Cracovie
- Fabrique de meubles de Heinzendorf (maintenant Jasienica)
- Église catholique romaine Saint-Jean-Baptiste de Chocznia
- Église catholique romaine Notre-Dame du Perpétuel Secours de Krzeszow près de Żywiec
- Église catholique romaine Nativité de la Bienheureuse Vierge Marie de Porąbce près de Kenty
- Église catholique romaine Simon et Jude Tadeusz de Seiffersdorf (maintenant Kozy) près de Bielsko-Biała

Synagogues construites par Carl Korn

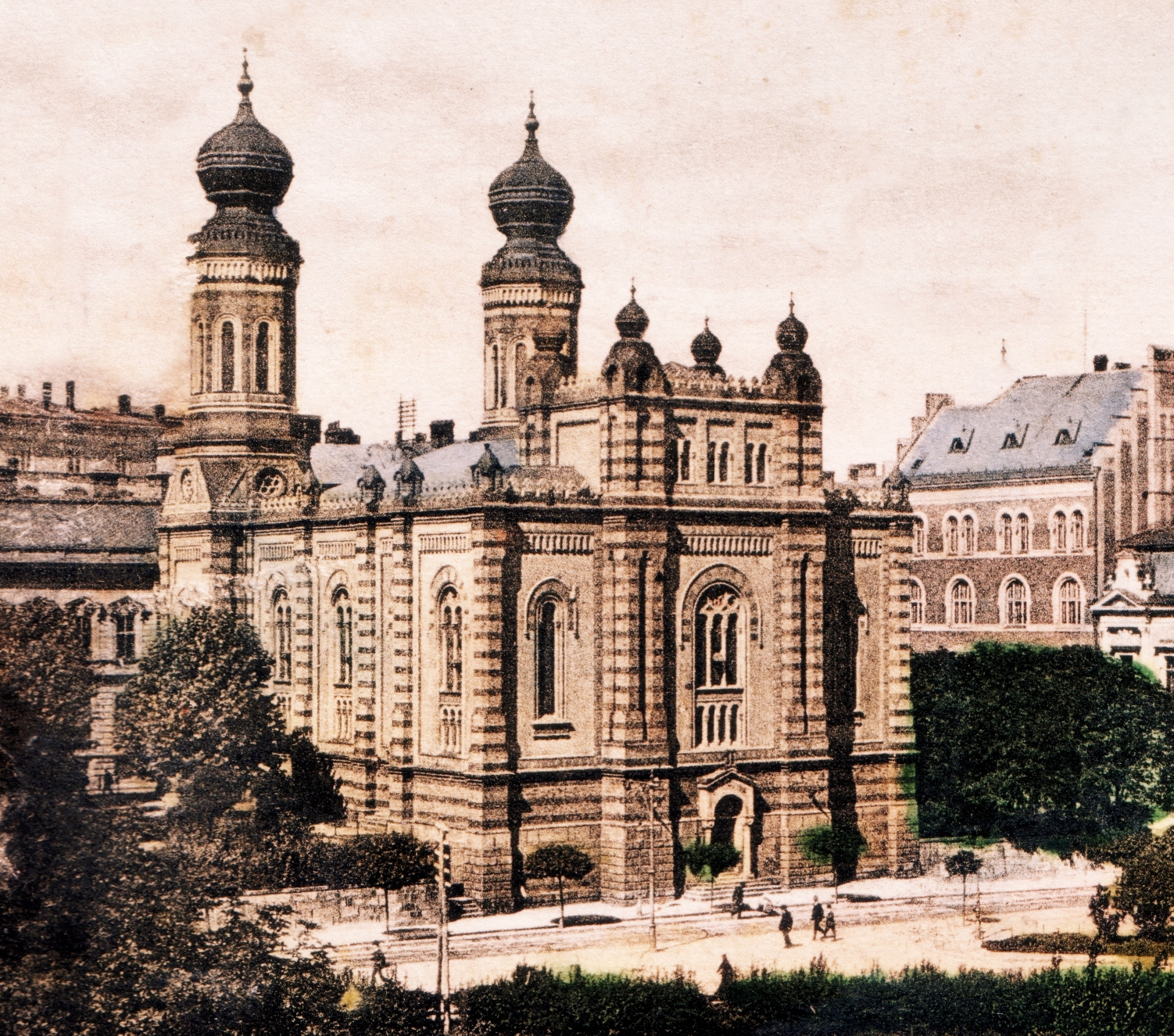
Synagogue de Bielsko
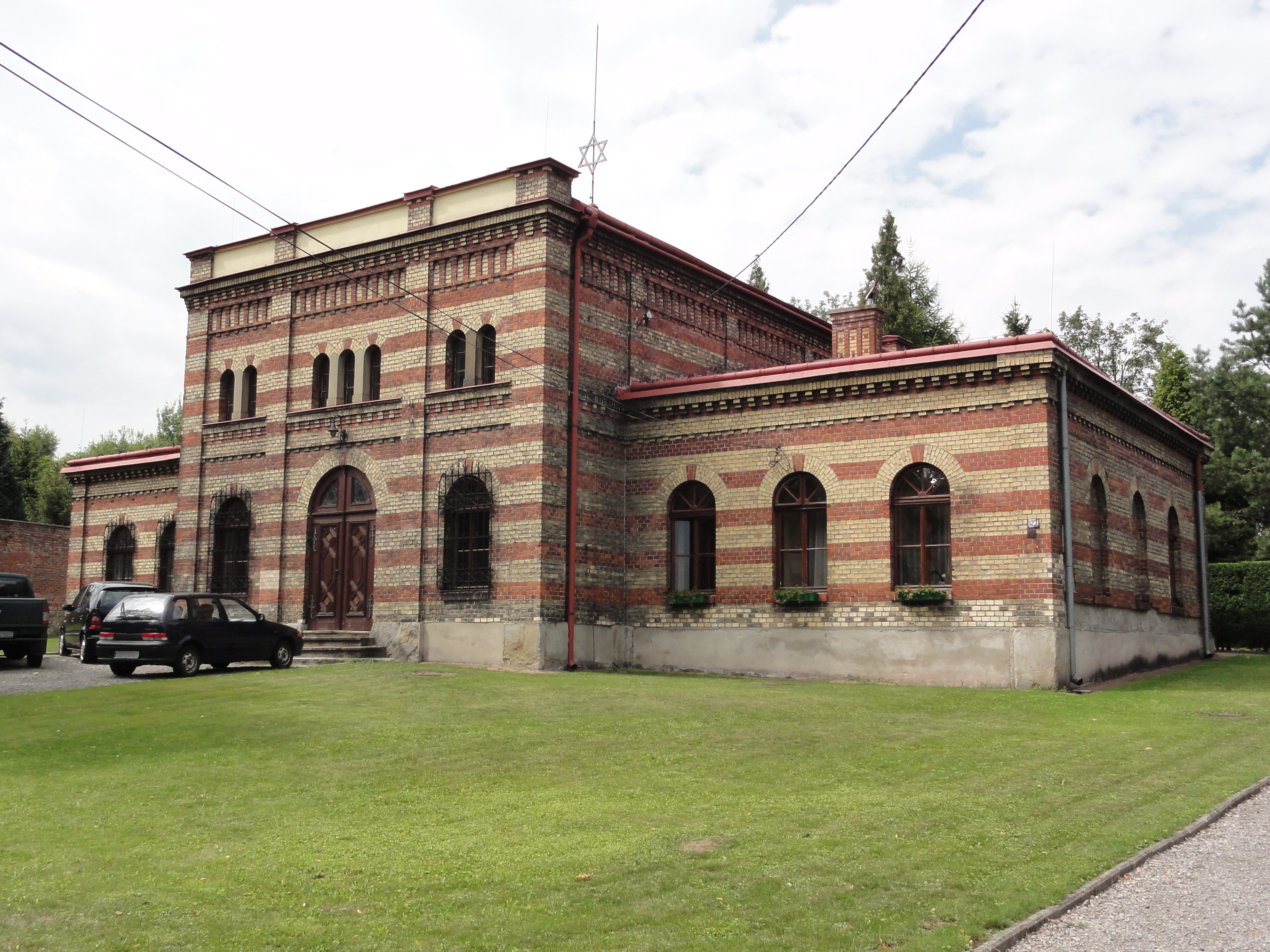
Maison funéraire du cimetière juif de Bielsko
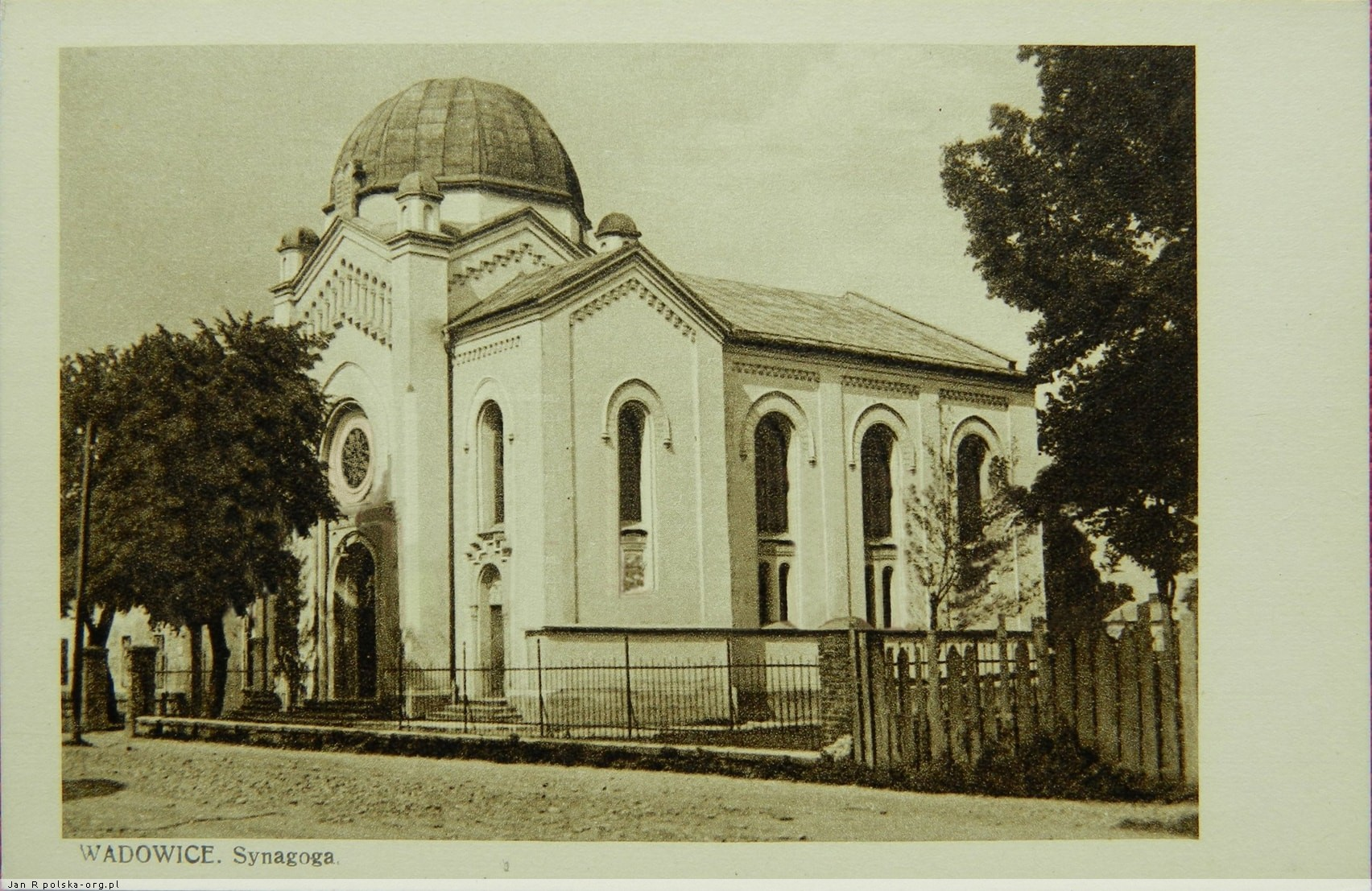
Synagogue de Frauenstadt (Wadowice)
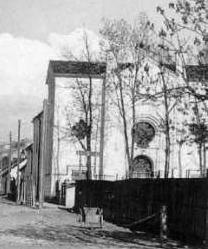
Synagogue d'Andrichau (Andrychów)
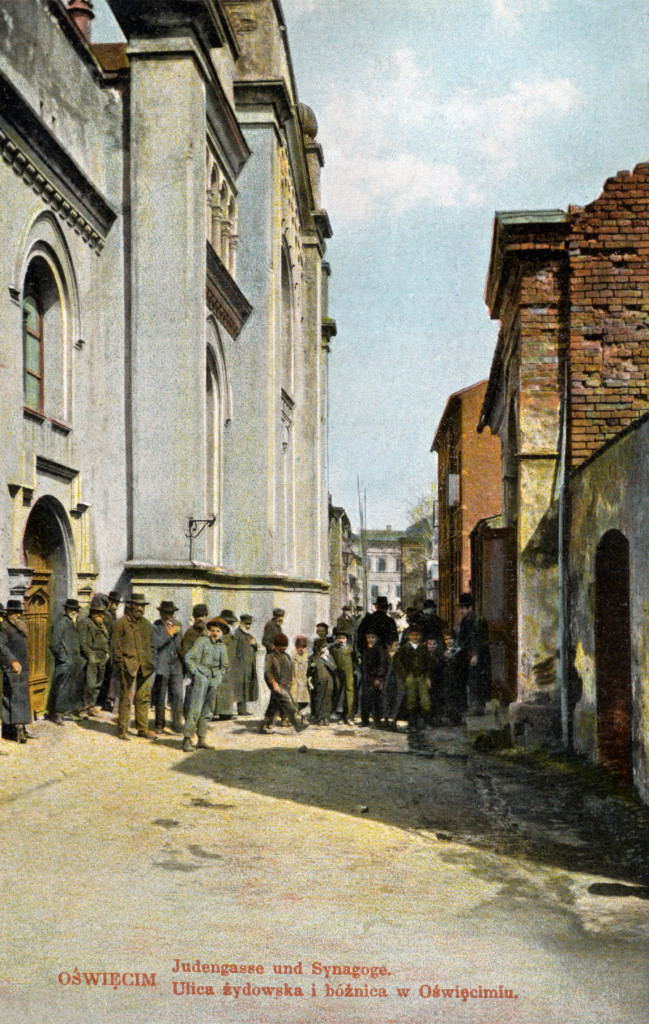
Grande synagogue d'Auschwitz (Oświęcim)

 Autres bâtiments construits par Carl Korn

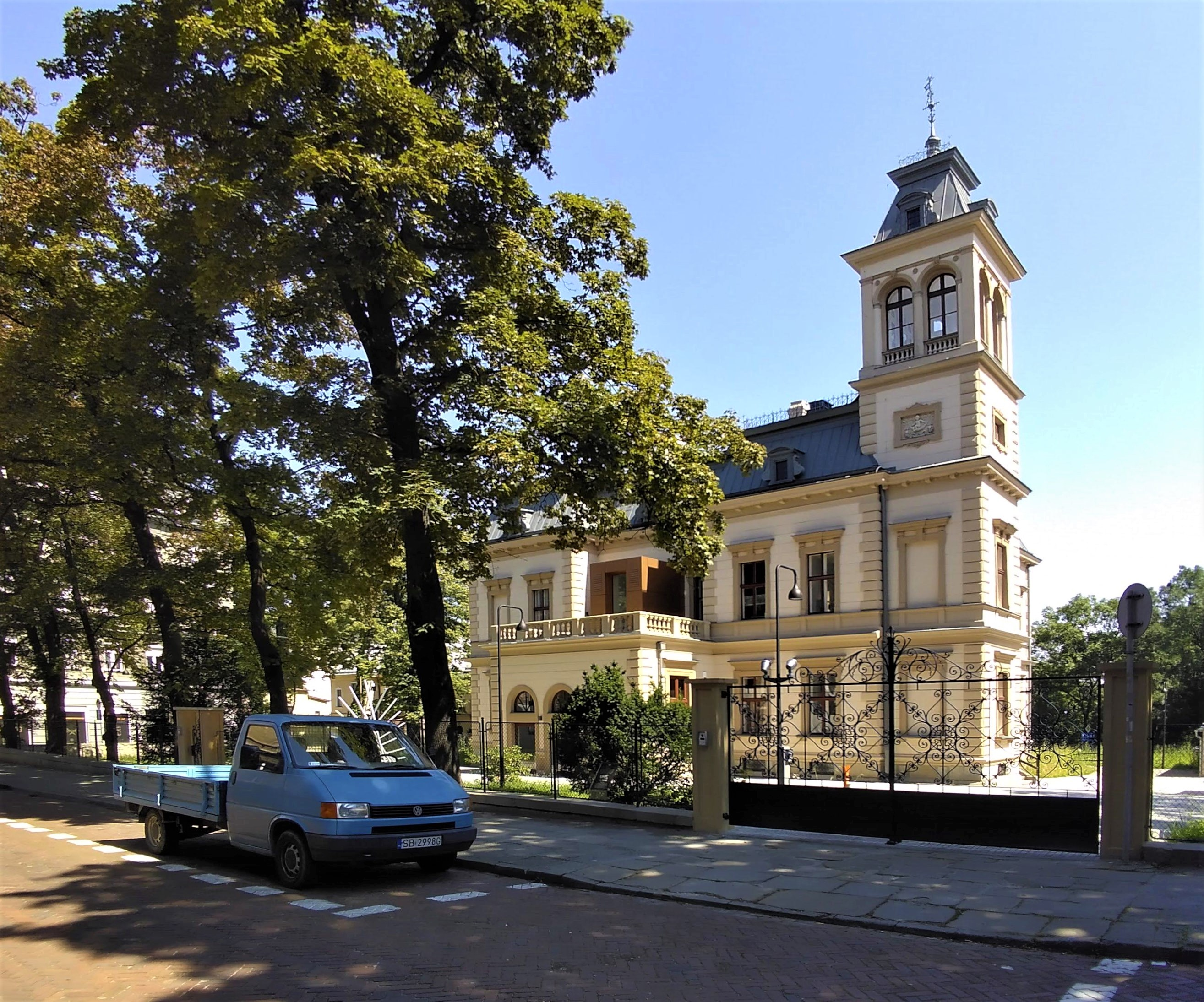
Villa Theodor Sixt
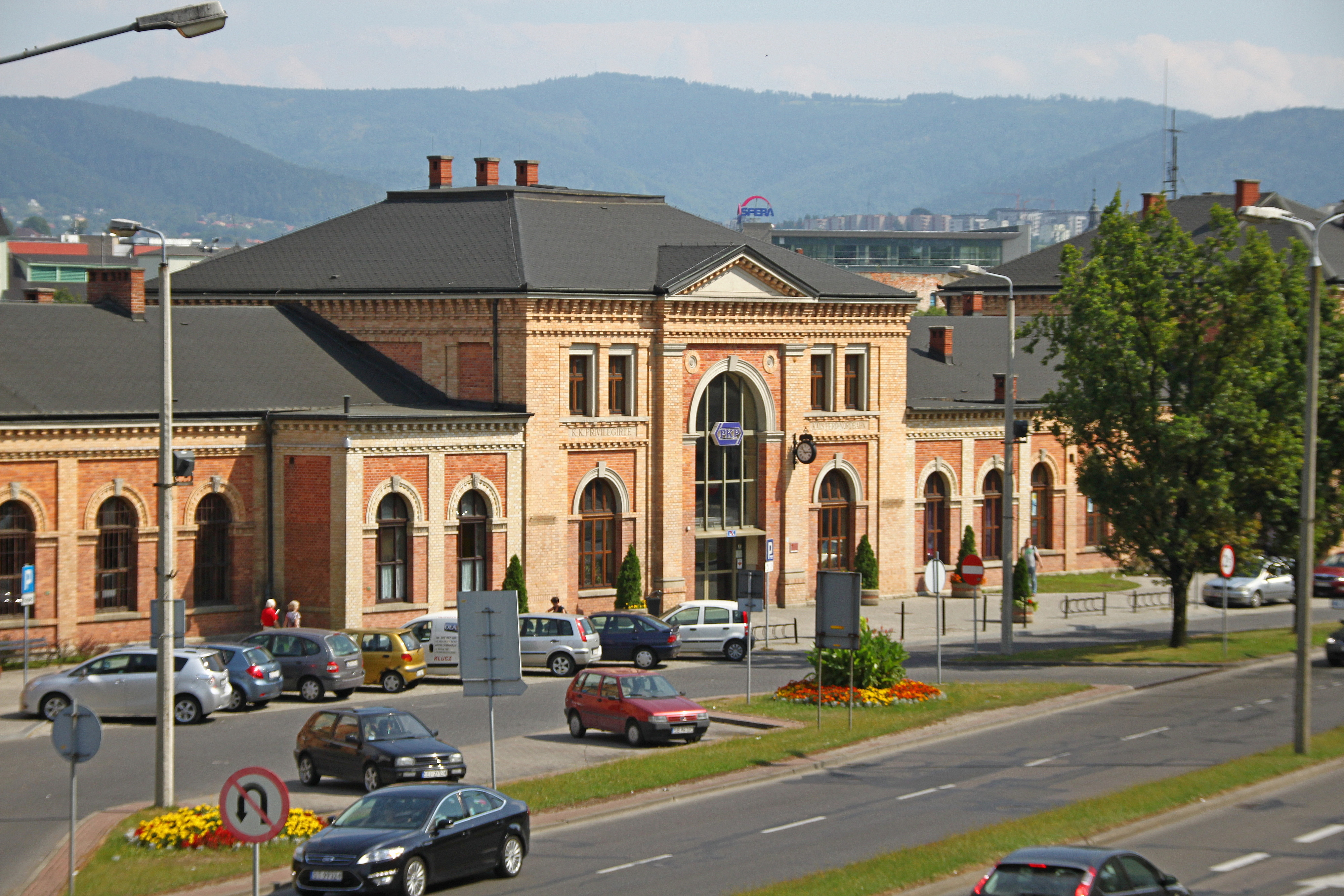
Gare centrale de Bielsko-Biała
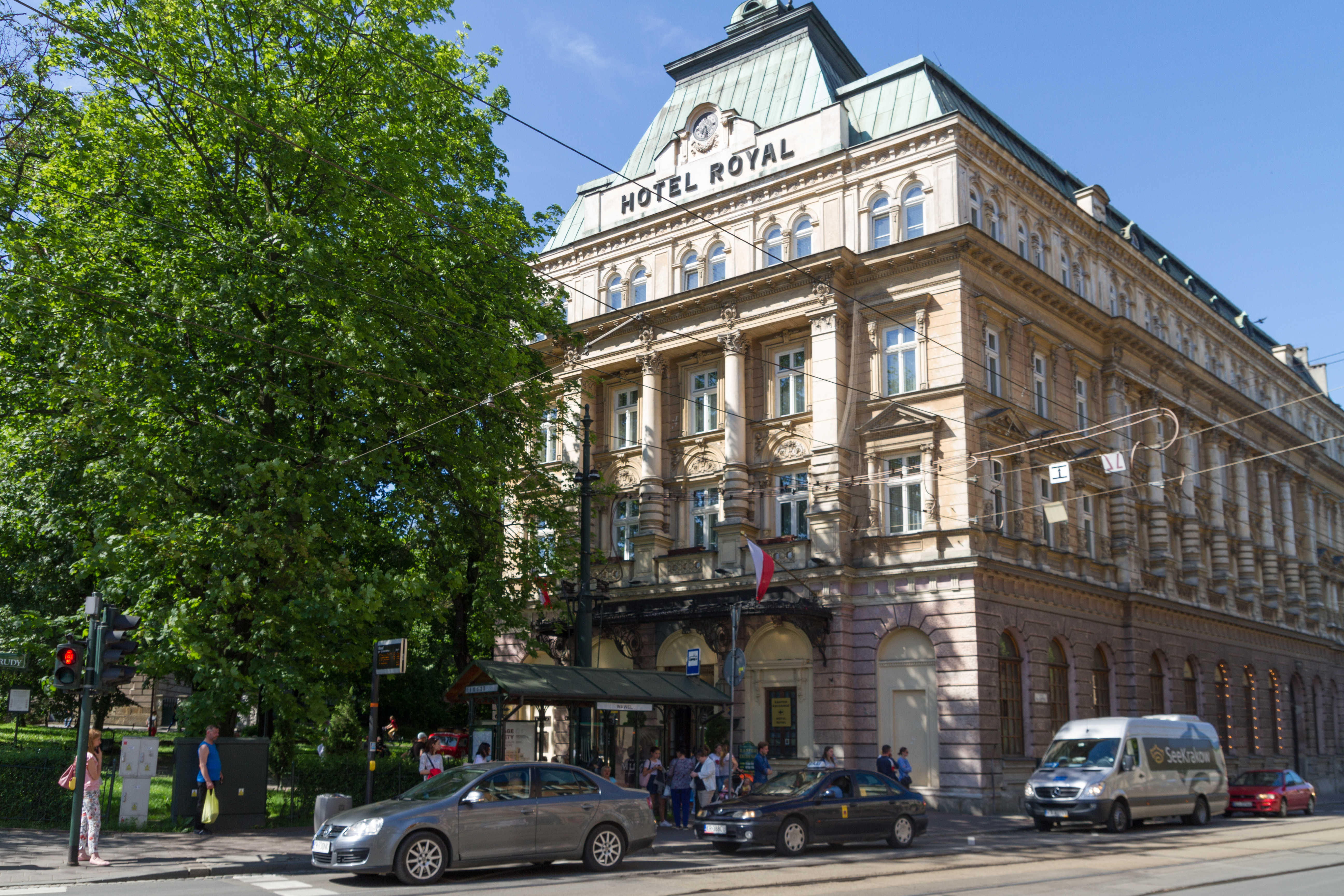
Hôtel Royal de Cracovie
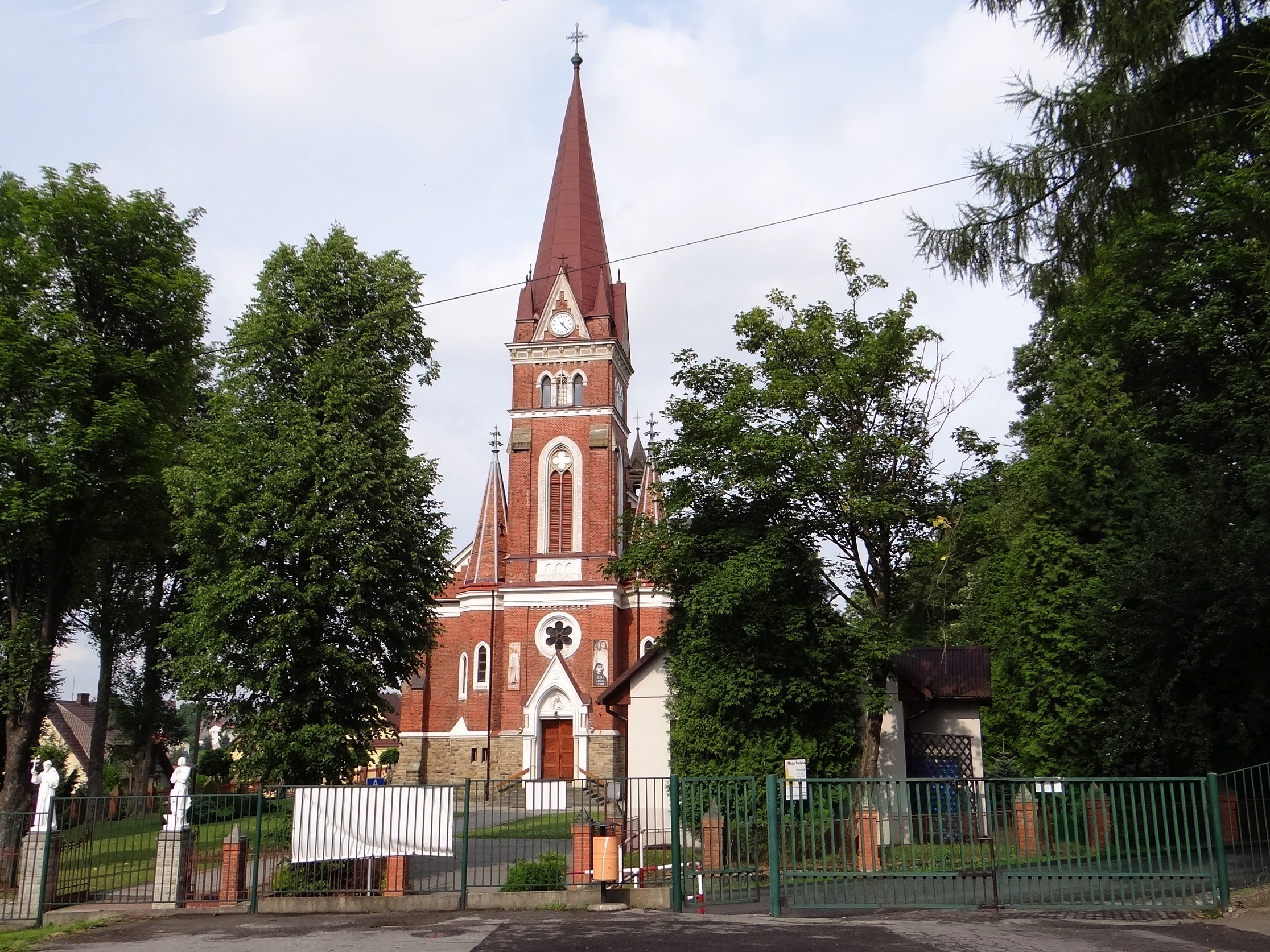
Église Notre-Dame du Perpétuel Secours de Krzeszow
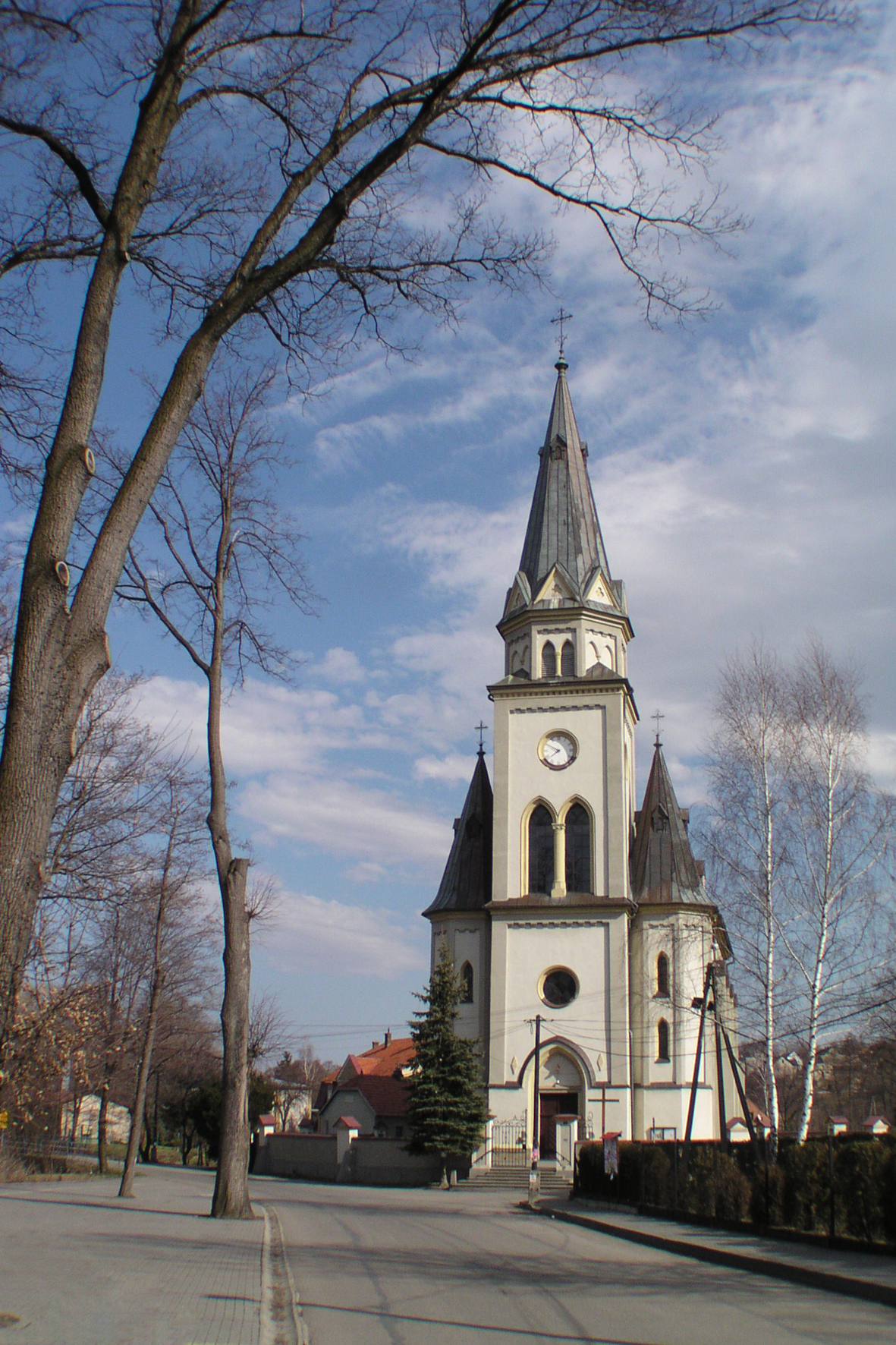
Église Saint-Jean-Baptiste de Chocznia